# Schroon Lake (Nueva York)
Schroon Lake es un lugar designado por el censo ubicado en el condado de Essex en el estado estadounidense de Nueva York. En el año 2010 tenía una población de 833 habitantes.

## Geografía
Schroon Lake se encuentra ubicado en las coordenadas 43°50′19.54″N 73°45′43.09″O / 43.8387611, -73.7619694.